# Grammicomyia halli
Grammicomyia halli är en tvåvingeart som beskrevs av Steyskal 1952. Grammicomyia halli ingår i släktet Grammicomyia och familjen skridflugor. Inga underarter finns listade i Catalogue of Life.